# Thornaby-on-Tees
Thornaby-on-Tees är en ort och civil parish (benämnd Thornaby) i Storbritannien.  Den ligger i kommunen Borough of Stockton-on-Tees i grevskapet North Yorkshire i riksdelen England, i den centrala delen av landet, 300 km norr om huvudstaden London. Antalet invånare är 22 356.